# 24 d'agost
El 24 d'agost és el dos-cents trenta-sisè dia de l'any del calendari gregorià i el dos-cents trenta-setè en els anys de traspàs. Queden 129 dies per finalitzar l'any.

## Esdeveniments
Països Catalans
- 1391 - Massacre de jueus a Palma.

Resta del món
- 79 - Les ciutats italianes de Pompeia, Herculà, Oplontis i Estàbia queden sepultades sota diversos metres de cendra després de l'erupció del volcà Vesuvi.
- 410 - Els visigots d'Alaric I saquegen Roma durant tres dies.
- 1456 - Acaba la impressió de la Bíblia de Gutenberg.
- 1572 - Massacre d'hugonots a la Nit de Sant Bartomeu, ordenada per Carles IX de França.
- 1704 - Vélez-Màlaga (Província de Màlaga): Victòria dels austriacistes en la Batalla naval de Vélez-Màlaga durant la Guerra de Successió Espanyola.
- 1760 - Frontera entre els Estats Units i el Canadà a prop d'Ogdensburg (Nova York): els anglesos acaben guanyant la batalla de les Mil Illes en el curs de la guerra Franco-Índia.
- 1790 - França: Constitució civil del clergat.[1]
- 1820 - Triomf d'un aixecament liberal a Porto.[cal citació]
- 1837 - Villar de los Navarros (Camp de Daroca, Aragó): els carlins van guanyar la batalla de Villar de los Navarros durant l'Expedició Reial de la Primera Guerra Carlina.
- 1942 - Batalla de les Illes Salomó de l'est, el portaavions japonès Ryuho és enfonsat.
- 1949 - Entra en vigor el tractat de l'Atlàntic Nord (OTAN).
- 1989 - El Voyager 2 s'acosta a Neptú.
- 1991 - Kíev (Ucraïna): la Rada Suprema declara la independència d'Ucraïna i la creació de l'Estat d'Ucraïna.
- 1995 - Microsoft llança el sistema operatiu Windows 95.
- 2006 - La Unió Astronòmica Internacional deixa de classificar Plutó com a planeta i el designa planeta nan.
- 2008 - A Xina es va portar a terme la ceremonia de clausura dels Jocs Olímpics de Pekín.
- 2009 - Messi guanya la seva primera Pilota d'or.
- 2011 - A Estats Units, Steve Jobs renuncia al seu càrrec de director de l'empresa Apple.
- 2016 - Es produeix un terratrèmol de magnitud 6,8 que afecta Birmània.
- 2016 - Es produeix un terratrèmol de magnitud 6,2 que afecta Itàlia.
- 2017 - Un forat enfonsa una ambulància a Mèxic.

## Naixements
Països Catalans:
- 1358 - Perpinyà: Joan el Caçador, rei d'Aragó, de València i de Mallorca (m. 1390).
- 1823 - Sant Andreu de Palomar, ara Barcelona: Josep Lluís Pons i Gallarza, poeta català i un dels impulsors dels Jocs Florals.
- 1824 - Mataró: Gertrudis Castanyer i Seda, fundadora de la congregació de les Filipenses Missioneres de l'Ensenyament (m. 1881).[2]
- 1907 - Figueres, Alt Empordà: Àngels Masià de Ros, historiadora medievalista i professora catalana (m. 1998).[3]
- 1908 - Palma: Antonia Suau Mercadal, una de les primeres catedràtiques d'Ensenyament Secundari d'Espanya (m. 2003).[4]
- 1921 - Montblanc (Conca de Barberà): Maties Palau Ferré, pintor, escultor i ceramista català.
- 1930 - València: Ana Maria Pascual-Leone, farmacèutica valenciana, acadèmica de la Reial Acadèmia Nacional de Farmàcia.[5]
- 1931 - Palma: Romà Alís Flores, compositor i pianista mallorquí (m. 2006).[6]
- 1932 - Caldes de Malavella, Selva: Joaquim Carbó i Masllorens, escriptor català.
- 1940 - Barcelona: Isabel Steva i Hernández —Colita—, fotògrafa catalana (m. 2023).[7]
- 1951 - Almoines, la Safor: Josep Bonet i Segura, poeta valencià (m. 2020).[8]
- 1960 - 
  - Inca: Caterina Valriu Llinàs, coneguda com a Catalina Contacontes, escriptora i filòloga.[9]
  - València: César Cano Forrat, compositor i director d'orquestra valencià.

Resta del món:
- 1484 - Sevilla, Espanya: Bartolomé de las Casas, cronista, teòleg, bisbe i gran defensor dels indis americans (m. 1566).
- 1552 - Bolonya, Estats Pontificis: Lavinia Fontana, pintora italiana, primera dona dedicada professionalment a la pintura (m. 1614).[10]
- 1608 - Basua Makin, propulsora de l'educació femenina i fundadora d'una escola per a noies a Anglaterra.
- 1885 - Mississipi: Elizabeth Lee Hazen, fisiòloga i microbiòloga que desenvolupà la nistatina (m. 1975).[11]
- 1890 - Wheatonː Pearl Kendrick, bacteriòloga estatunidenca, que codesenvolupà el primer vaccí per a la tos ferina (m. 1980).[12]
- 1898 -Longlier, Neufchâteau, Bèlgica: Albert Claude, biòleg belga, Premi Nobel de Medicina o Fisiologia de l'any 1974 (m. 1983).[13]
- 1899 - Buenos Aires, Argentina: Jorge Luis Borges, escriptor argentí (m. 1986).
- 1903:
  - Logronyo, Espanya: Perico Escobal, futbolista exiliat pel franquisme als Estats Units (m. 2002)
  - Londres (Anglaterra): Graham Sutherland, Pintor, artista gràfic i dissenyador anglès (m. 1980).[14]
- 1905 - Estocolm: Sven Stolpe, intel·lectual suec.
- 1919 - Copenhaguen,(Dinamarca): Niels Viggo Bentzon, compositor i pianista danès (m. 2000).[15]
- 1927 - Chicago, Illinois (EUA): Harry Markowitz, economista estatunidenc, Premi Nobel d'Economia de 1990.
- 1929 - El Caire (Egipte): Iàssir Arafat, President de l'Autoritat Nacional palestina, Premi Nobel de la Pau de 1994 (m. 2004).[16]
- 1930 - Xangai (Xina): Li Guowen (xinès: 李国文),escriptor xinès. Premi Mao Dun de Literatura de l'any 1982.
- 1932 - 
  - Reading, (Anglaterra): Cormac Murphy-O'Connor fou un bisbe i cardenal anglès de l'Església Catòlica Romana.
  - Azkoitia (País Basc)ː Xabier Arzalluz Antia, advocat i polític basc. Va ser president del Partit Nacionalista Basc entre 1980 i 2004 (m. 2019).[17]
- 1937 - Abeokuta (Nigèria): Moshood Abiola, sovint referit com MKO Abiola, empresari, editor i polític nigerià (m. 1998).[16]
- 1942 - Cleveland: Karen Uhlenbeck, matemàtica estatunidenca, primera guanyadora del Premi Abel de matemàtiques.[18]
- 1947 - 
  - Los Angeles, Califòrnia, Estats Units: Anne Archer, actriu i productora estatunidenca.
  - Rio de Janeiro (Brasil): Paulo Coelho és un escriptor, compositor i filòsof brasiler.
- 1948 - Lió (França): Jean Michel Jarre és un músic i compositor francès, un dels més importants a escala mundial en el camp de la música ambient i New Age.
- 1952 - Villadepalos-Carracedelo, Espanya: Capitolina Díaz, sociòloga.
- 1965 - Morton Grove, Illinois (Estats Units): Marlee Matlin és una actriu i productora de cinema estatunidenca.
- 1977 -
  - Indianapolis, Indiana, Estats Units: John Green, autor estatunidenc.
  - Jena, Alemanya: Robert Enke, porter alemany de futbol (m. 2009).
- 1981 - Buffalo, Estats Units: Chad Michael Murray, actor estatunidenc.
- 1988 - Hertfordshire (Anglaterra): Rupert Grint és un actor de cinema anglès.
- 2003 - París, França: Alexandre Coste, fill del príncep Albert II de Mònaco.

## Necrològiques
Països Catalans
- 1422 - Vallbona de les Monges: Violant de Perellós, abadessa de Santa Maria de Vallbona.[19]
- 1524 - Barcelona: Violant de Montcada i de Vilaragut, abadessa de Santa Maria de Pedralbes, càrrec del qual fou destituïda (ca.1440).[20]
- 1936 - Manresa, Bages: Josep Maria Planes i Martí, periodista i dramaturg català, fou un dels primers impulsors del periodisme d'investigació a Catalunya.
- 1960 - 
  - Sabadell, Vallès Occidental: Joan Montllor i Pujal, excursionista i escriptor sabadellenc.
  - Palamósː Maria Trias Joan, empresària hotelera catalana (n. 1892).[21]
- 1988 - 
  - Palma: Maria Aumacellas Salayet, nedadora, pionera en aigües obertes i entrenadora catalana (n. 1910).[22]
  - Blanes, la Selva: Maria Teresa Bedós, pintora catalana (n. 1906).[23]
- 1997 -
  - Barcelona, Barcelonès: Vicenç "Tete" Montoliu, pianista de jazz (n. 1933).
  - Girona, Gironès: Pere Ribot i Sunyer, sacerdot i poeta català (n. 1908).
- 1998 - La Canonja, Tarragonès: Pau Vidal i Guinovart, baríton operístic (n. 1913).
- 2017 - Cabrera de Mar, Maresme: Jordi Cuyàs i Gibert fou un artista dedicat als camps del dibuix, l'escultura, el vídeo, l'animació, l'art públic i les arts escèniques (n. 1957).
- 2018 - Tina Fuentes i Fache, nedadora de natació sincronitzada catalana (n. 1984).[24]

Resta del món
- 1617 - Lima (Perú): Rosa de Lima, terciària dominica peruana canonitzada per l'Església catòlica (n. 1586).[25]
- 1739 - Edo: Takebe Kenko, matemàtic japonès (n. 1664).
- 1741 - Agustín Fernández de Velasco, noble castellà.[26]
- 1919 - Montevideo (Uruguai): Amado Nervo, escriptor mexicà (n. 1870).
- 1943 - Ashford, Anglaterra: Simone Weil, filòsofa francesa.[27]
- 1950 - Santiago de Xile, (Xile): Arturo Alessandri Palma, advocat i polític xilè, patriarca de la Família Alessandri. President de la República entre 1920 i 1925 i entre 1932 i 1938 (n. 1868).[16]
- 1966 - Pequín (Xina): Shu Sheyu (en xinès: 舒舍予; en pinyin: Shū Shěyǔ), més conegut com a Lao She, escriptor i dramaturg xinès, una de les figures més rellevants de la literatura xinesa del segle xx (n. 1899).[28]
- 1973 - Oxford, Anglaterra: Mabel Purefoy Fitzgerald, fisiòloga britànica que estudià la fisiologia de la respiració (n. 1872).[29]
- 2004 - Scottsdale, Arizona: Elisabeth Kübler-Ross, psicòloga suïssa-americana pionera en l'estudi d'experiències properes a la mort.[30]
- 2005 - Pequín (Xina): Liu Baiyu (xinès: 刘白羽), escriptor xinès. Premi Mao Dun de Literatura de l'any 1991 (n. 1916).[28]
- 2008 - Pequín (Xina): Wei Wei, periodista i escriptor xinès, guanyador del Premi Mao Dun de Literatura de l'any 1982 (n. 1920).[28]
- 2014 - Londres: Richard Attenborough, actor, director i productor de cinema anglès.
- 2023 - Clermont: Bray Wyatt, lluitador estatunidenc (n. 1987).

## Festes i commemoracions
- Sants: Bartomeu apòstol; Alduè de Rouen, bisbe; Maria Miquela del Santíssim Sagrament fundadora de les Adoratrius Esclaves del Santíssim Sagrament i de la Caritat; Emília de Vialar, fundadora de les Germanes de Sant Josep de l'Aparició (1856); serventa de Déu Francisca del Espíritu Santo Fuentes, fundadora de la Congregació de les Germanes Dominiques de Santa Caterina de Siena.
- Sant Bartomeu, festa major de Sants, Benicarló, Sitges, Igualada, Capdepera, La Sénia, Montuïri, Ses Salines, Sóller, Tordera, (Sant Antoni de Portmany -Eivissa-), Ferreries i Tavascan. A Alcúdia se celebra la festa de ses llanternes.